# Rondonia
Rondonia é um género monotípico de nematóides pertencente à família Atractidae. A sua única espécie é Rondonia rondoni.
A espécie pode ser encontrada em ambientes de água doce.